# Thoracostoma jae
Thoracostoma jae är en rundmaskart som beskrevs av John Inglis 1964. Thoracostoma jae ingår i släktet Thoracostoma och familjen Leptosomatidae. Inga underarter finns listade i Catalogue of Life.